# Gastronomía de Uzbekistán

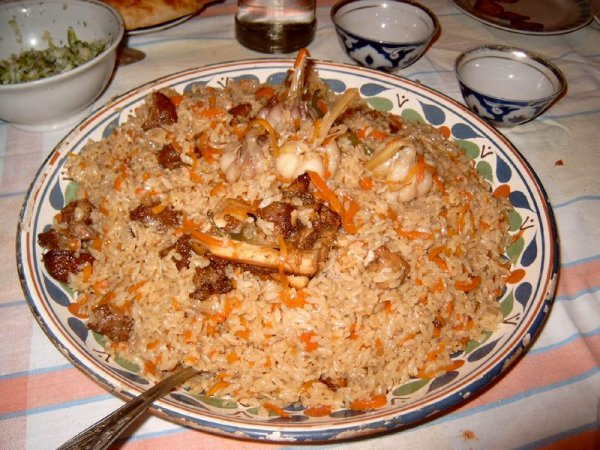
Plov.

La gastronomía de Uzbekistán es el conjunto de costumbres culinarias de los habitantes de Uzbekistán. Puede decirse que la cocina de este país está influenciada por los ingredientes que puede ofrecer su agricultura, existe una buena cantidad de producción de cereal sobre todo en forma de pasta. En el terreno de las carnes, es muy popular el cordero. 

## Platos
Algunos de los platos más importantes son las sopas como el Shurpa y el Naryn; entre los platos principales se encuentra el Plov, el Manty, la Chuchvara, Dimlama, diversos kebabs y los Samsa; y finalmente los Lagmán (pronunciados como Lagman), que puede ser una sopa o un plato principal.